# Medici con l'Africa Cuamm

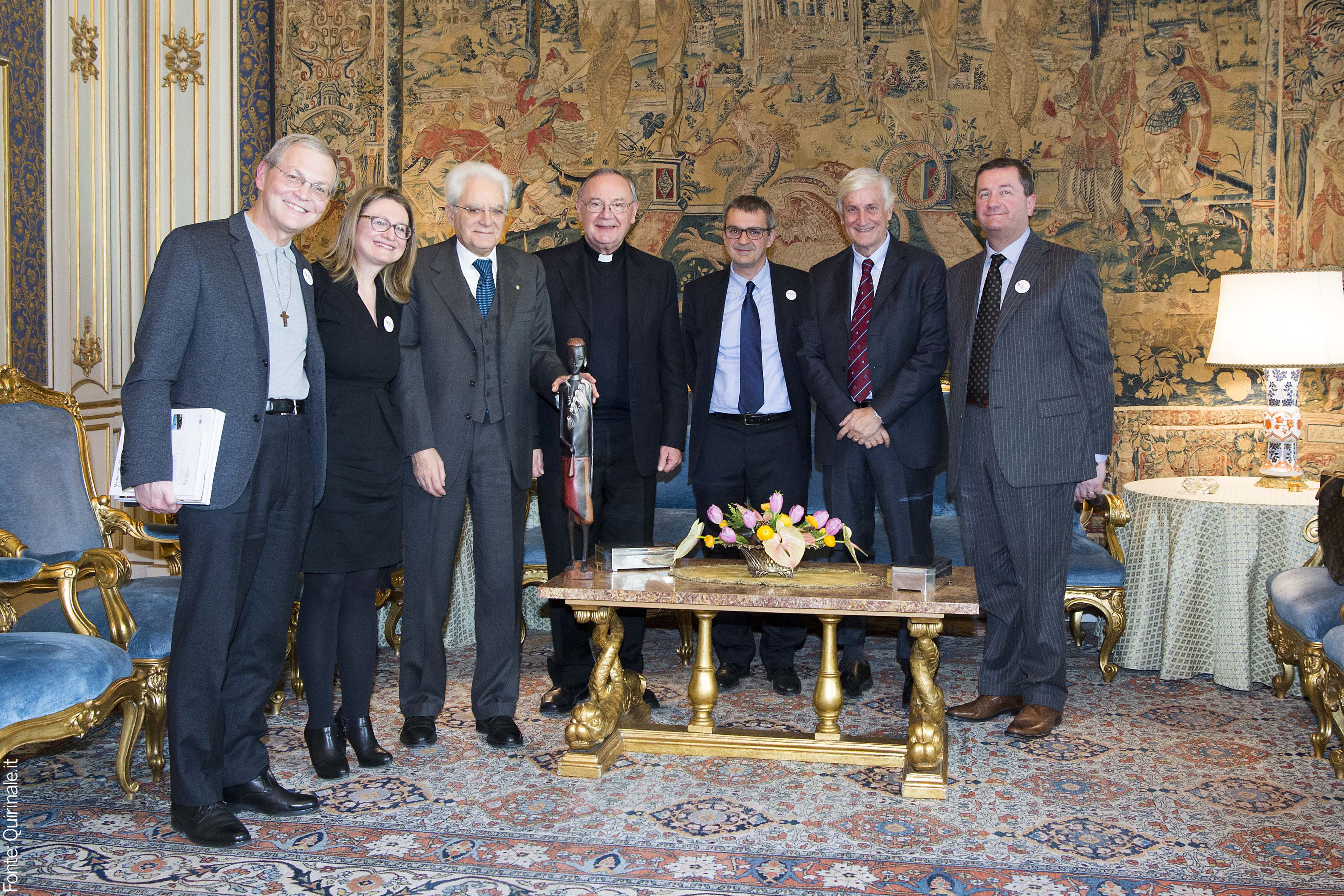
Il Presidente della Repubblica Sergio Mattarella riceve una delegazione dell'associazione - Gennaio 2016

Medici con l'Africa Cuamm è tra le maggiori organizzazioni non governative sanitarie italiane per la promozione e la tutela della salute delle popolazioni africane. Realizza progetti a lungo termine in un'ottica di sviluppo. A tale scopo si impegna nella formazione in Italia e in Africa delle risorse umane dedicate, nella ricerca e divulgazione scientifica e nell'affermazione del diritto umano fondamentale della salute per tutti. Due essenzialmente i suoi obiettivi:
- migliorare lo stato di salute in Africa, nella convinzione che la salute non è un bene di consumo, ma un diritto umano universale per cui l'accesso ai servizi sanitari non può essere un privilegio;
- promuovere un atteggiamento positivo e solidale nei confronti dell'Africa, ovvero contribuire a far crescere nelle istituzioni e nell'opinione pubblica interesse, speranza e impegno per il futuro del continente africano.

Medici con l'Africa Cuamm non opera in teatri di guerra seppure in diversi momenti si sia trovato al centro di emergenze umanitarie in cui ha deciso di collaborare con le autorità locali (soprattutto in Sudan del Sud dalla creazione dello stato nel 2011 o durante l'epidemia di Ebola in Sierra Leone).
Opera ai diversi livelli del sistema sanitario, dalle cliniche mobili sul territorio alle università, con l'obiettivo di fornire servizi di qualità accessibili a tutti.
Dal 2008 ad oggi, il direttore è don Dante Carraro, succeduto a don Luigi Mazzucato, direttore dal 1955 e sempre presente nella vita dell'organismo sino alla scomparsa, avvenuta il 26 novembre del 2015.

## Storia
Nasce a Padova nel 1950 con il nome Cuamm (Collegio Universitario Aspiranti Medici Missionari), per iniziativa del professor Francesco Canova e del vescovo di Padova Girolamo Bartolomeo Bortignon, e con lo scopo di formare medici per i Paesi in via di sviluppo; negli anni, ha scelto di operare particolarmente nel continente africano. Il nome attuale "Medici con l'Africa" (e non "per l'Africa") enfatizza l'intento di condividere con le popolazioni locali sia i problemi che le loro soluzioni, lavorando insieme alle popolazioni per migliorare lo stato di salute di ciascuno dei paesi oggetto dell'intervento.

### Gli anni '50 – '60
Tra il 1954 e il 1960 partono i primi 54 medici: 48 uomini e 6 donne. La loro destinazione è quasi sempre un paese sotto il dominio coloniale e la loro attività si svolge presso ospedali (qualche volta semplici infermerie o maternità) gestiti da missionari. I paesi raggiunti in questa prima fase sono 15, tra questi 10 sono in Africa (Congo, Ghana, Kenya, Libia, Marocco, Nigeria, Somalia, Swaziland, Tanganika e Uganda).
Con gli anni '60 quasi tutti i paesi africani conquistano l'indipendenza e i medici del Cuamm di Kenya e Uganda, riuniti nel convegno di Nyeri (Kenya, 1968), propongono importanti modifiche all'assetto delle strutture in cui prestano servizio. Suggeriscono l'ingresso di esponenti delle comunità locali nelle amministrazioni degli ospedali missionari e spingono per l'integrazione di questi con le strutture pubbliche ed i piani sanitari dei governi africani. Fanno tutto questo nell'ottica di poter garantire l'accesso ai servizi sanitari anche alle fasce più povere della popolazione, integrando l'attività ospedaliera con l'assistenza di base e la prevenzione.

### Gli anni '70
Il 15 dicembre del 1971, vede la luce la legge n. 1222 sulla cooperazione tecnica con i paesi in via di sviluppo. Tra i fautori di quella che fu in Italia la prima legge-quadro in materia di solidarietà internazionale c'è il Cuamm. Il suo contributo è stato ricostruito attraverso la documentazione conservata nell'archivio storico dell'organismo e grazie alla testimonianza di uno dei protagonisti, don Luigi Mazzucato.
Forte del riconoscimento ottenuto nel 1972 dal Ministero degli Esteri come organizzazione idonea a svolgere incarichi di cooperazione con i paesi in via di sviluppo, il Cuamm può imboccare la via della cooperazione diretta con i governi e le autorità pubbliche per la realizzazione di ampi progetti finalizzati allo sviluppo globale delle popolazioni africane, valorizzando le risorse umane locali con l'apertura di scuole per infermiere e collaborando con le università locali.
Tra il 1977 e il 1979 il Cuamm avvia la fase dei “programmi-paese” all'interno di appositi accordi bilaterali tra governo italiano e paesi interessati. I primi programmi-paese coinvolgono l'Uganda, la Tanzania ed il Mozambico giunto in quegli anni ad una difficile indipendenza.

### Gli anni '80
Gli anni '80 segnano una battuta d'arresto, rispetto ai processi avviati negli anni precedenti: la cooperazione italiana allo sviluppo dopo un boom iniziale è sommersa dagli scandali ed entra in una crisi profonda.
Nel corso di questi anni il Cuamm ha toccato il picco degli invii di risorse umane con 345 persone e diverse professionalità messe a disposizione dei paesi ospiti (non solo medici e paramedici ma anche tecnici, insegnanti, psicologi, personale amministrativo). Si registra però un restringimento del numero dei paesi di invio, sceso a 8: Camerun, Ciad, Etiopia, Guinea Bissau, Kenya, Mozambico, Tanzania e Uganda.
L'insieme di questi fattori impone al Cuamm una riflessione e una verifica su obiettivi e strategie. Al centro della discussione sono la sostenibilità dei programmi e la ricerca di fonti alternative di finanziamento. Si ottengono fondi dall'Unione Europea e CEI e si moltiplica l'impegno per l'auto-finanziamento.

### Gli anni '90
Gli invii nel corso degli anni '90 calano, ma non crollano: partono in 204 (135 gli uomini, 69 le donne), in prevalenza medici e infermieri, ma anche tecnici, logisti, personale amministrativo, insegnanti, educatori, assistenti sociali e psicologi a dimostrare una qualità dell'aiuto accresciuta nei 9 paesi di invio (Angola, Burkina Faso, Etiopia, Guinea Bissau, Kenya, Mozambico, Rwanda, Tanzania e Uganda) nonostante le difficoltà affrontate.
Nel 1998 muore il professor Canova, fino all'ultimo presente nella vita dell'organismo da lui fondato. Due anni dopo il Cuamm festeggia i 50 anni di vita rilanciando il suo impegno sia a livello programmatico, con il convegno internazionale “Africa nel 2000, salute per tutti?”, sia in Africa con l'apertura dell'ospedale di Wolisso in Etiopia e l'avvio della collaborazione con l'Università di Nkozi in Uganda.

## Obiettivi
Medici con l'Africa Cuamm si propone come obiettivo primario il miglioramento delle condizioni di salute delle popolazioni dei paesi dell'Africa sub-Sahariana; mette in atto ogni azione conseguente per favorire il necessario cambiamento comportamentale dei paesi ricchi verso i paesi poveri, e la crescita di una cultura della solidarietà, della cooperazione tra i popoli, della giustizia e della pace.
Per raggiungere tale obiettivo Medici con l'Africa Cuamm interviene secondo un ordine di priorità nei seguenti settori:
- Progettazione e realizzazione di programmi di cooperazione sanitaria a lungo termine in un'ottica di sviluppo, mantenendo salvo questo approccio anche in evidenti emergenze;
- Formazione e aggiornamento, in Italia e in Africa, delle risorse umane dedicate;
- Studio, ricerca e divulgazione scientifica sui problemi della salute e dello sviluppo globale, equo e solidale, con particolare riguardo ai paesi africani;
- Attività di informazione, sensibilizzazione dell'opinione pubblica, educazione allo sviluppo;
- Promozione di iniziative specifiche di informazione, sensibilizzazione, advocacy verso le istituzioni nazionali e internazionali;
- Crescita dell'etica del dono e dell'investimento socialmente responsabile verso soggetti privati e istituzionali.

Attraverso i progetti in Africa e le attività in Italia, Medici con l'Africa Cuamm intende promuovere la consapevolezza che la salute è un diritto umano fondamentale; favorire il confronto, la conoscenza e l'amicizia tra popoli diversi, ed affermare interesse e speranza nel futuro dell'Africa. La strada dello sviluppo globale, equo e solidale deve essere aperta anche alle aree più povere del pianeta.
Medici con l'Africa Cuamm è membro di LINK2007, associazione di coordinamento consortile che raggruppa 9 tra le più importanti Organizzazioni Non Governative italiane.

## Strutture
Attraverso un Ufficio di Coordinamento in Italia (a Padova) e sette sedi distaccate in Africa, Medici con l'Africa Cuamm è oggi presente con 42 progetti di cooperazione principali e 180 operatori internazionali in: Angola, Etiopia, Mozambico, Sierra Leone, Sudan del Sud, Tanzania e Uganda.
Nel 2017 l'intervento del Cuamm ha sostenuto:
- 19 ospedali
- 45 distretti (per attività di sanità pubblica, assistenza materno-infantile, lotta all'Aids, tubercolosi e malaria, formazione)
- 3 scuole per infermieri e ostetriche
- 1 università (Beira)

## Attività

### Angola
Il Cuamm opera in Angola dal 1997 garantendo formazione e assistenza medica, ostetrica e pediatrica. A oggi l'intervento del Cuamm interessa 400.000 persone con 3.263 parti assistiti nel 2014 e 9.400 persone raggiunte dalla campagna di sensibilizzazione sull'HIV nel 2014.
Nel dettaglio nel 2014 il Cuamm
- Nella provincia di Uige: fornitura di materiale e farmaci ai dispensari della zona; sostegno alle cliniche mobili della municipalità di Damba; riabilitazione dell'ospedale diocesano Rainha Santa (attualmente in attesa dell'autorizzazione per l'inizio dell'attività sulla salute materno infantile); un'ostetrica ha supportato il personale dell'ospedale municipale; supporto della Casa d'attesa aria Bonino per dare ospitalità e assistenza alle donne in gravidanza.

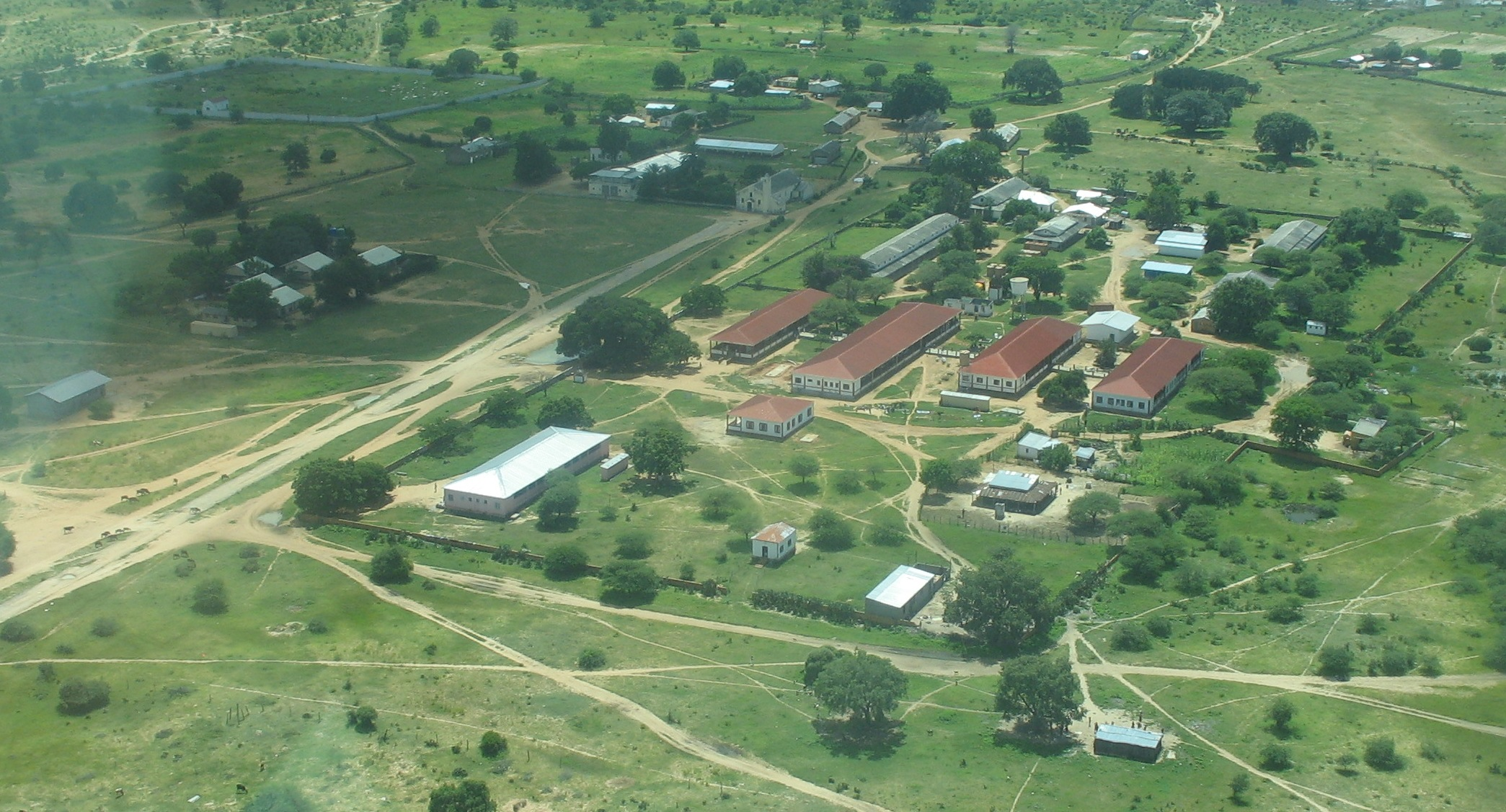
Ospedale di Chiulo visto dall'alto

- Nella provincia del Cunene: assistenza gratuita durante il parto nell'ospedale di Chiulo e nei centri di salute sul territorio; trattamento della malnutrizione infantile; attività di sensibilizzazione rivolte alla popolazione su prevenzione e cura di HIV e TB; formazione di personale qualificato per la gestione dei malati di AIDS.
- Attività sulla TB: assistenza tecnica per diagnosi e trattamento per HIV/TB; supervisioni formative nelle province e nei municipi; monitoraggio e supporto della dotazione tecnica dei laboratori.
- A Luanda: formazione di personale e attività di screening per diabete e ipertensione in pazienti affetti da TB; proposta di un "Piano di monitoraggio nazionale e valutazione del diabete".

### Etiopia
Il Cuamm opera in Etiopia dal 1980, quando il primo medico fu inviato presso il lebbrosario di Gambo. Ad oggi l'intervento del Cuamm interessa 1.250,000 abitanti con 7.080 parti normali assistiti, 533 cesarei eseguiti e 1.321 trasporti in ambulanza nel 2014.
Nel dettaglio nel 2014 il Cuamm
- Nella regione dell'Oromia, presso i distretti di Wolisso, Goro e Wonchi: potenziamento dell'intervento nell'Ospedale di San Luca (Wolisso) che è punto di riferimento per la popolazione dell'intera regione; sostegno alla formazione di infermiere e ostetriche presso la scuola annessa all'ospedale; rafforzamento dei servizi materno infantili, di cura e trattamento dell'HIV/AIDS e della tubercolosi, intervenendo anche nelle strutture sanitarie periferiche.
- Nella zona del South Omo presso i distretti di Hamer, Dasenech e Male: intervento in modo integrato sulla disponibilità, qualità e domanda dei servizi sanitari, in particolare per la salute materna, neonatale e infantile, garantendo la presenza e la fornitura degli strumenti necessari per la gestione delle principali complicanze materne e neonatali durante il parto.
- A livello nazionale: collaborazione con il segretariato cattolico etiope per rafforzare la gestione delle strutture sanitarie diocesane sparse sul territorio nazionale.

### Mozambico
Il Cuamm opera in Mozambico dal 1978, dopo la firma tra il governo italiano e mozambicano di un programma bilaterale di cooperazione tecnica in campo sanitario, il cui svolgimento è stato affidato al Cuamm. Nel 2014, l'intervento del Cuamm ha interessato 640.000 abitanti con 19.561 parti normali assistiti, 2.393 cesarei eseguiti, 34.800 persone sono state sottoposte al test dell'Hiv.
Nel dettaglio nel 2014 il Cuamm
- Nella provincia di Sofala: garantire cure e assistenza nell'ospedale di Beira, fornendo farmaci e strumenti necessari; formazione del personale locale; intervento all'interno di 10 centri di salute della città di Beira per la tutela della salute materna e infantile, per il miglioramento della qualità dell'assistenza ostetrica e neonatale e per la prevenzione e trattamento dell'Hiv/Aids; sensibilizzazione sulla salute riproduttiva, gravidanze precoci, violenza domestica, Hiv e Aids nei giovani; sostenere la formazione di nuovi medici e appoggiare le attività di ricerca scientifica della Facoltà di Scienze della salute dell'Università cattolica del Mozambico.
- Nella provincia di Cabo Delgado presso il distretto di Palma: miglioramento della salute materna, neonatale e aumento del numero dei parti assistiti presso il centro di salute di Palma, ora ospedale rurale; rafforzamento del collegamento tra i centri di salute periferici e l'ospedale rurale di Palma, attraverso un'ambulanza, cliniche mobili e la supervisione delle attività sul territorio; formazione del personale locale e della fornitura degli equipaggiamenti necessari.

### Sierra Leone
Il Cuamm opera in Sierra Leone dal febbraio del 2012 nel distretto di Pujehun. Da maggio del 2014 fino al 7 novembre dello stesso anno, ha dovuto fronteggiare la più grande epidemia di Ebola.
Nel 2014 il Cuamm, durante la lotta all'epidemia, ha concentrato la sua azione su due ambiti: da un lato fornire agli operatori sanitari tutti gli strumenti di protezione di cui avevano indispensabile bisogno; dall'altro continuare nel lavoro di identificazione e isolamento dei malati. È stato quindi avviato un sistema triage per l'identificazione dei casi sospetti nei centri sanitari. Contemporaneamente, con uno sforzo logistico considerevole, sono stati aperte due unità di isolamento a Pujehun e a Zimmi.
Strategico è stato poi il lavoro di sensibilizzazione delle comunità, la ricerca dei contatti e il controllo del territorio. Con una squadra di “contact tracer”: un gruppo di giovani che, percorrendo il territorio in lungo e in largo, muniti di moto, cellulare e taccuino, il Cuamm è riuscito a tracciare tutti i contatti avuti da un nuovo contagiato. Grazie a questo lavoro, il Cuamm è riuscito a mettere in isolamento oltre 1.200 persone, contenendo così il contagio.
"Questa epidemia è stata, per la Sierra Leone, un vero e proprio Tsunami che ha portato via medici, infermieri, mamme, papà, famiglie, ospedali, scuole" – spiega don Dante Carraro, direttore di Medici con l'Africa Cuamm – "Noi abbiamo deciso di rimanere, sempre a fianco dei locali, per rendere fattivo il “con” che caratterizza il nostro nome e il nostro stile. Non è stato facile, ma a Pujehun, distretto sanitario con un unico medico locale per 350.000 abitanti, anche grazie al nostro team, ci sono stati solo 51 casi di Ebola. È stato il primo distretto a essere dichiarato “Ebola free”. Qui le mamme hanno continuato a ricevere assistenza al parto e i bambini ad essere curati per la malaria o la polmonite. Mi piace dedicare questa “vittoria” sul virus al dottor Khan (e con lui a tutti gli Ebola Fighters), collega medico sierraleonese di 43 anni, che ha perso la vita nell'ospedale di Kenema, vicino al nostro. Ora l'importante è guardare avanti. Abbiamo 9 persone, tra medici, amministrativi e logisti impegnate in Sierra Leone, per continuare questo cammino e ogni sfida che ci si presenterà».
A partire dal febbraio del 2015, l'intervento del Cuamm si è esteso poi alla riapertura dell'Ospedale di Lunsar, gestito dall'Ordine Ospedaliero di san Giovanni di Dio, grazie anche a diversi partner coinvolti, tra cui l'Istituto Spallanzani e le Ong Engim e Rainbow for Africa.

### Sud Sudan
Il Cuamm opera nel neonato stato del Sudan del Sud dal 2006 con la riabilitazione dell'ospedale di Yirol. Nel 2008 l'intervento del Cuamm si è esteso anche all'ospedale di Lui, nel quadro di un accordo triennale di supporto al rafforzamento del sistema sanitario, concordato con le autorità locali e governative. Nel 2014, il lavoro del Cuamm ha interessato 578.973 abitanti, garantendo 2.474 parti naturali assistiti, 2.370 trasporti in ambulanza ed effettuando 17.599 visite prenatali.
Nel dettaglio nel 2014 il Cuamm
- Nella contea di Yirol West: intervento presso l'ospedale di Yirol; riattivazione della rete di centri di salute periferici attraverso la formazione del personale sanitario locale, l'approvvigionamento di farmaci e materiali di consumo per garantire la copertura sanitaria delle zone più remote dell'aria; rafforzamento dei comitati di villaggio; organizzazione di cliniche mobili mensili per garantire assistenza sanitaria primaria ai rifugiati del campo profughi di Kedule.
- Nella contea di Cueibet: rafforzamento all'accesso, all'utilizzazione e qualità dei servizi per la salute materna e neonatale attraverso la riabilitazione e l'ampliamento dell'ospedale della contea di Cueibet; rafforzamento dei diversi livelli del sistema sanitario periferico della zona, consolidando il ruolo dell'ospedale come struttura di riferimento nella contea.
- Nella contea di Rumbek North: rivitalizzazione del network composto da 7 strutture sanitarie che da luglio del 2014 hanno ripreso a funzionare e a offrire servizi sanitari di base alla comunità; rafforzamento della capacità degli operatori di salute comunitaria, i Community Health Workers, nell'ambito della salute materno-infantile; formazione delle levatrici tradizionali sul riconoscimento dei primi segni delle emergenze ostetriche e il riferimento.

### Tanzania
Il Cuamm opera in Tanzania senza sosta dal 1968, quando arrivò il primo medico di Medici con l'Africa Cuamm. Nel 2014 l'intervento del Cuamm ha raggiunto 2.081,000 abitanti con11.541 parti naturali assistiti, 1.374 cesarei eseguiti, diagnosticando 496 bambini per malnutrizione severa acuta e 233 bambini per malnutrizione moderata acuta.
Nel dettaglio nel 2014 il Cuamm
- Nelle regioni di Iringa e Njombe presso l'ospedale di Tosamaganga e il suo bacino d'utenza: miglioramento della qualità dell'assistenza ostetrica e neonatale nell'ospedale di Tosamaganga, riduzione delle morti materno-infantili e aumentando le visite prenatali e il numero dei parti assistiti; formazione degli operatori di salute comunitaria, i Community Health Workers, per promuovere il parto assistito e la verifica dello stato nutrizionale della comunità; implementazione di nuove linee guida nazionali per la salute riproduttiva, materna, neonatale e infantile a livello comunitario; formazione di unità di supporto nutrizionali per la corretta identificazione e il successivo trattamento della malnutrizione severe e acuta.
- Nella Regione di Morogoro presso l'ospedale diocesano St. Kizito di Mikumi, nel distretto di Kilosa: rafforzamento della struttura sia dal punto di vista gestionale sia da quello clinico; garantire l'accessibilità ai servizi e la loro buona qualità.
- Nella Regione di Shinyanga: aumentare il numero di persone che si sottopongo al test dell'Hiv; formazione del personale locale sanitario; riabilitazione del centro di salute del Bugisi.

### Uganda
Il Cuamm opera in Uganda dal 1958 quando arriva la prima donna medico presso l'ospedale missionario di Angal. Nel 2014 l'intervento del Cuamm ha raggiunto 2.714.200 persone con 34.172 parti normali assistiti, 2.324 cesarei eseguiti, curando 1.220 donne in gravidanza sieropositive per l'Hiv.
Nel dettaglio nel 2014 il Cuamm
- Nella Regione della Karamoja presso l'ospedale di Matany e nel resto dell'area: tutela della salute materno-infantile con la prevenzione dell'Hiv/Aids e adozione di misure qualitative per la gestione delle emergenze ostetriche nell'ospedale di Matany; trattamento della malnutrizione e il servizio di diagnosi per la tubercolosi; aumento del numero dei parti nei centri di salute grazie anche all'introduzione dei voucher per il trasporto gratuito; formazione del personale sanitario locale.
- Nel distretto di Oyam presso l'ospedale di Aber, nel centro di salute Anyeke e nel resto della zona: aumento della copertura e miglioramento della qualità dei servizi ostetrici e neonatali; creazione di una rete di agenti comunitari; creazione di incentivi a favore delle donne, come il baby kit che consiste in una serie di oggetti per la cura del neonato o come un voucher il trasporto gratuito fino al centro di salute; rafforzamento del servizio in ambulanza; formazione, affiancamento, monitoraggio e supervisione dello staff locale.
- Nella Regione del Nilo Occidentale presso i distretti di Arua e Nebbi: con la ong ugandese "Combrid-Amici della disabilità", attivazione per l'assistenza ai disabili, in particolare ai non vedenti, con supporto alle attività ambulatorie, acquisto di farmaci e attività di sensibilizzazione per migliorare l'integrazione dei disabili all'interno della comunità.

## Media
Nel 2011 Paolo Rumiz pubblica Il bene ostinato dedicato alla storia del Cuamm, alla descrizione delle sue attività e agli incontri dell'autore presso la sede Cuamm in Sudan del Sud.
Nel 2012 il regista Carlo Mazzacurati realizza Medici con l'Africa, documentario sul Cuamm. Questo sarà l'ultimo film del regista a essere distribuito prima della morte avvenuta il 22 gennaio 2014.
Nel 2014 il supergruppo italiano Fabi Silvestri Gazzè pubblicano l'album Il padrone della festa, anticipato dal singolo Life Is Sweet, ispirato a un viaggio in Sudan del Sud con il Cuamm.
Nel 2015 Mario Calabresi pubblica Non temete per noi, la nostra vita sarà meravigliosa, libro ispirato a Gianluigi Rho e Mirella Capra, medici missionari partiti con il Cuamm in Uganda negli anni Settanta.